# Korat (kattenras)

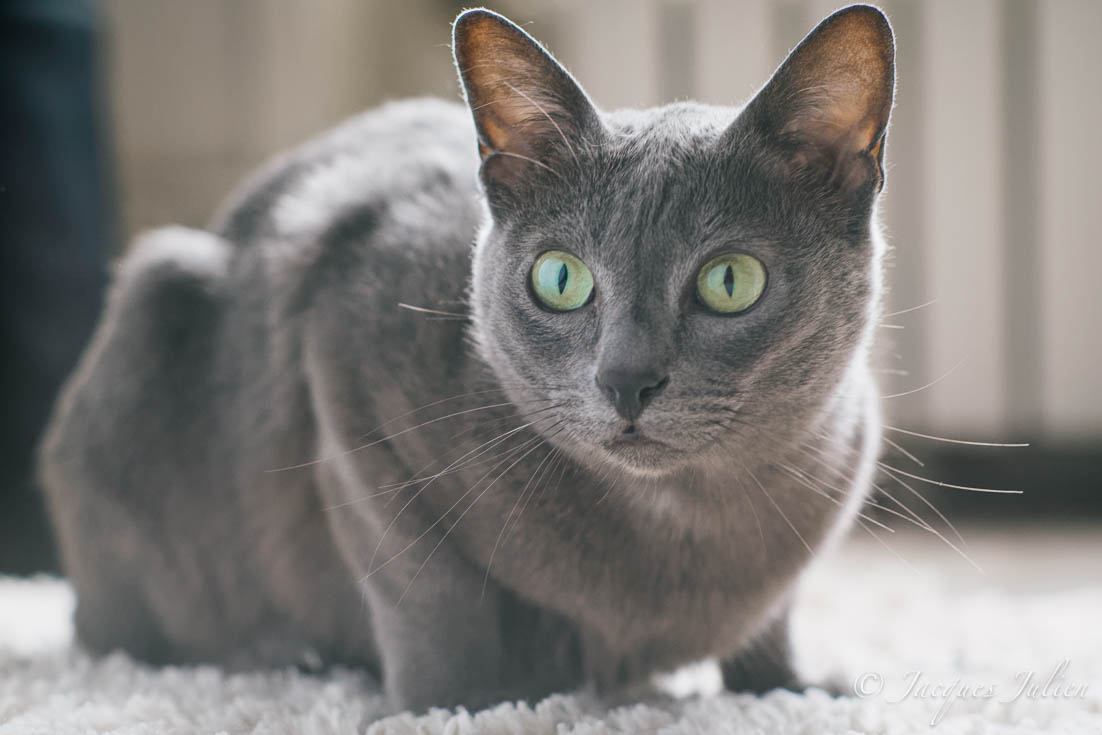
Volwassen poes

De korat (Thai: โคราช, มาเลศ, สีสวาด, RTGS: Khorat, Malet, Si sawat) is een raskat afkomstig uit Thailand.

## Herkomst
De korat is een natuurlijk ras en een van de oudste stabiele kattenrassen, en een van de weinige die door de eeuwen heen niet van uiterlijk is veranderd. Oorspronkelijk afkomstig uit Phimai, Thailand, is het ras vernoemd naar de provincie van oorsprong, de provincie Nakhon Ratchasima (kortweg "Korat" genoemd door de Thaise bevolking). In Thailand staat het ras bekend als Si sawat, wat "kleur van het sawatzaad" betekent. De korat is in de volksmond bekend als de "gelukskat". Traditioneel worden ze in paren gegeven aan pasgetrouwden of mensen die hoog in aanzien staan, als geluksbrenger. Tot voor kort werden korats niet verkocht, maar alleen als cadeau gegeven.

## Beschrijving

### Uiterlijk

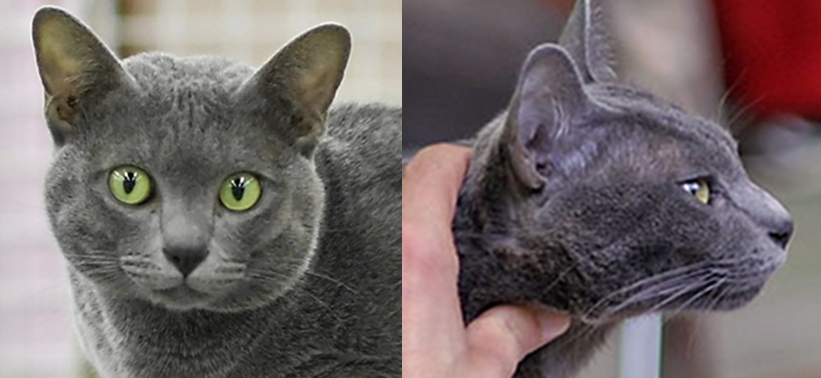
Kopstudie

De korat is een effen-blauw, kortharige huiskat met een kleine tot middelgrote bouw en een laag percentage lichaamsvet. De blauwe haren hebben aan de punten een zilveren kleur, waardoor de vacht een zilveren gloed krijgt. Zijn lichaam is semi-cobby en ongewoon zwaar voor zijn grootte. De onderscheidende kenmerken van de korat zijn de hartvormige kop en zijn grote groene ogen. De voorpoten zijn korter dan de achterpoten.

### Varianten

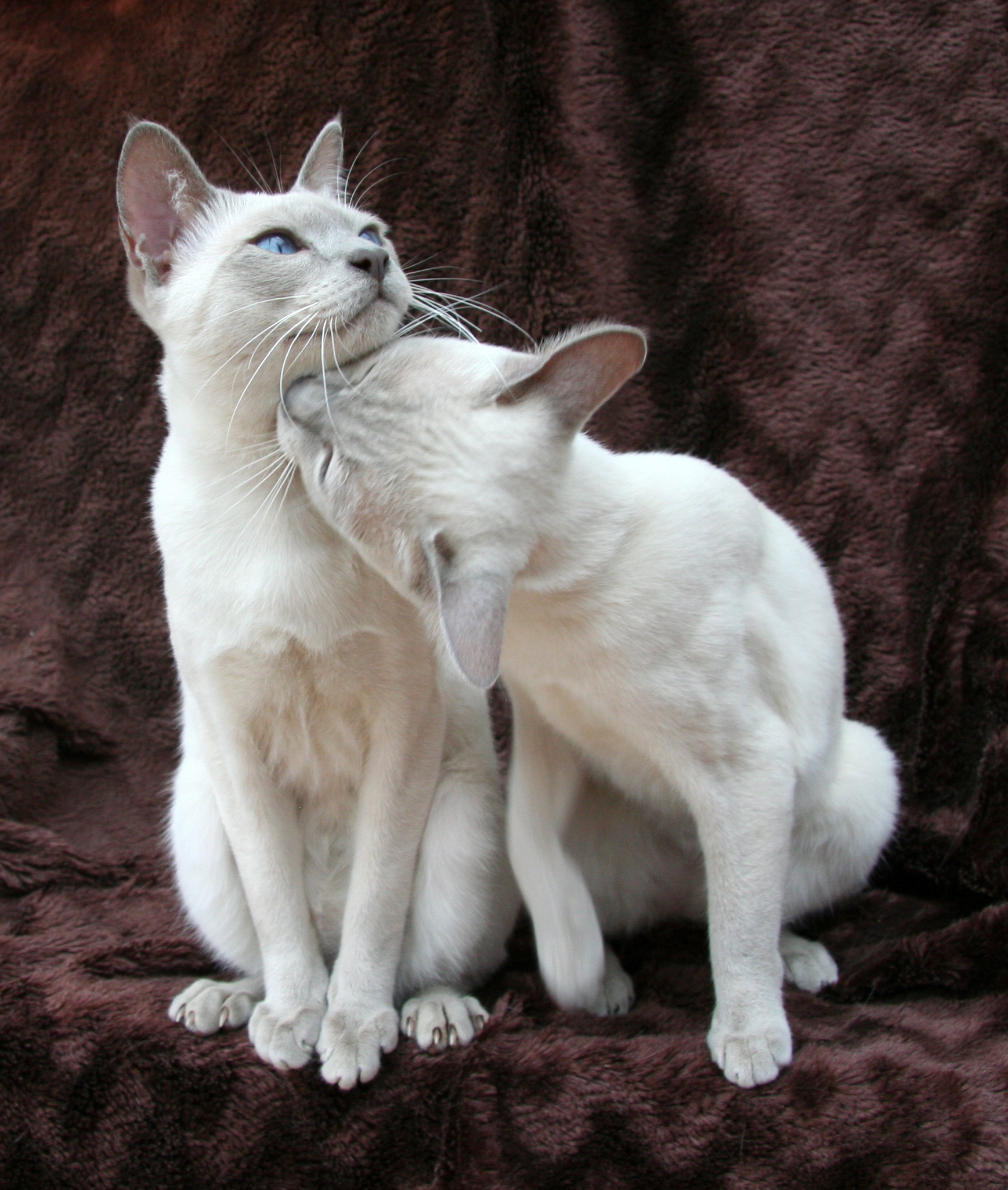
Twee Thai Lilac-point kittens

De meeste kattenstamboekverenigingen erkennen alleen de kleur effen-blauw in de korat. De Britse Governing Council of the Cat Fancy (GCCF) erkend daarnaast ook de kleuren:
- Blauw-colorpoint, onder de rasnaam Thai Blue-point
- Effen-lila, onder de rasnaam Thai Lilac
- Lila-colorpoint, onder de rasnaam Thai Lilac-point

### Karakter
Het is een intelligente, speelse en actieve kat die een sterke band met mensen opbouwt. Ze zijn zeer vocaal en maken een ander geluid dan andere rassen.